# Hery Rajaonarimampianina
Hery Martial Rakotoarimanana Rajaonarimampianina (Antananarivo, 6 de noviembre de 1958) es un político malgache, se desempeñó como Ministro de Hacienda y Agricultura durante el gobierno de Andry Rajoelina. Postulado por el HVM como candidato presidencial, remonta en la segunda vuelta al opositor Jean-Louis Robinson y es electo como Presidente de Madagascar jurando al cargo el 25 de enero de 2014.

## Primeros años
Rajaonarimampiarina nació en el seno de una familia modesta en Antananarivo, la capital de Madagascar, el 6 de noviembre de 1958. Vivió en Sabotsy Namena, un barrio de Antananarivo. En 1982 obtuvo un MBA en el Établissement d'Enseignement Supérieur de Droit, d'Économie, de Gestion et de Sciences Sociales (EESDEGS)(Establecimiento de Educación Superior de Economía, Administración y Ciencias Sociales) en la Université d'Antananarivo Ankatso. Posteriormente, se trasladó a Canadá para culminar con su formación en finanzas y contabilidad en la Universidad de Quebec, donde recibió un diploma de postgrado en contabilidad (1986) y, en 1991, el diploma de contable general certificado.
En 1991 Rajaonarimampianina regresa a Madagascar para trabajar como contable y pasó a ser director del estudio del Instituto Nacional de Administración de Empresas y Ciencias Contables (INSCAE) en Antananarivo y profesor asistente en la Universidad de Antananarivo y del instituto de Administración de Empresas en la Universidad de Metz, en Francia.
En 1995 Rajaonarimampianina creó la firma contable de Auditeurs Associés (GCA) en Antananarivo. Con 50 socios, la empresa operó en toda Madagascar para las empresas comerciales privadas tanto nacionales como internacionales. También ayudó a las entidades en sus proyectos apoyados por la recaudación de fondos Internacionales.
En 2003 fue elegido Presidente de la Orden de Expertos Contables y síndicos de Madagascar; además de vicepresidente del Consejo Superior de Cuentas y del Consejo para la Salvaguarda de la Integridad.

## Carrera política
Con la llegada de Andry Rajoelina al poder, Rajaonarimampianina se convierte en Ministro de Hacienda, en una época de la retirada de los principales proveedores de fondos internacionales de Madagascar desde 2008. Desde 2011 es también director de la compañía aérea Air Madagascar.

### Campaña presidencial
En 2013 Rajaonarimampianina crea la organización política Hery Vaovao hoan'i Madagasikara (Nueva Fuerza para Madagascar) y se presenta para la presidencia malgache junto con otros 32 competidores. Sus principales oponentes, Edgard Marie Noé Razafindravahy del oficialista Tanora Gasy Vonona (TGV) y el delfín del expresidente Marc Ravalomanana; Jean Louis Robinson del Antoko ny Vahoaka Aloha No Andrianina (AVANA) y otros dos ex -primeros ministros del Consejo Provisional de Gobierno, sin la participación del presidente Rajoelina a quien la Constitución malgache le impedía su postulación.
Los resultados de la primera vuelta arrojaron una votación del 15 % para Rajaonarimampianina y en el segundo lugar Robinson. Sin embargo, la suma de los votos opositores contra el expresidente Ravalomanana fue del 55%. Para la segunda vuelta, Rajaonarimampianina agrupó a todos los líderes anti-Ravalomanana en una megacoalición opositora, recibiendo el apoyo del presidente Rajoelina y adeptos al expresidente Didier Ratsiraka. Los resultados finales dieron una indiscutible victoria para Rajaonarimampianina sobre Robinson con una diferencia del 53 % contra 47 %. Los observadores internacionales calificaron la elección como libre, transparente, confiable y creíble. Rajaonarimampianina juró al cargo el 25 de enero de 2014. 
| Predecesor: Andry Rajoelina | Presidente de Madagascar 25 de enero de 2014-7 de septiembre de 2018 | Sucesor: Rivo Rakotovao (interino) |

- Datos: Q15382355
- Multimedia: Hery Rajaonarimampianina / Q15382355